# Гланон
Глано́н (фр. Glanon) — коммуна во Франции, находится в регионе Бургундия. Департамент коммуны — Кот-д’Ор. Входит в состав кантона Сёр. Округ коммуны — Бон.
Код INSEE коммуны — 21301.

## Население
Население коммуны на 2010 год составляло 227 человек.
| 1962 | 1968 | 1975 | 1982 | 1990 | 1999 | 2010 |
| ---- | ---- | ---- | ---- | ---- | ---- | ---- |
| 133  | 113  | 106  | 105  | 143  | 180  | 227  |

## Экономика
В 2010 году среди 140 человек трудоспособного возраста (15—64 лет) 108 были экономически активными, 32 — неактивными (показатель активности — 77,1 %, в 1999 году было 68,3 %). Из 108 активных жителей работали 98 человек (59 мужчин и 39 женщин), безработных было 10 (0 мужчин и 10 женщин). Среди 32 неактивных 7 человек были учениками или студентами, 14 — пенсионерами, 11 были неактивными по другим причинам.